# Bliznets
De Bliznets (Russisch: Близнец; "tweeling") is een stratovulkaan in het Centraal Gebergte, ten zuidwesten van de vulkaan Kebenej in het Russische schiereiland Kamtsjatka. De basaltische vulkaan dateert uit het late Pleistoceen. Op de oostflank van de vulkaan bevinden zich een aantal jonge sintelkegels en aan de noordkant bevindt zich ook een groep van jonge kegels.